# Spasmi affettivi
Gli spasmi affettivi sono episodi di apnea nei bambini, con possibile perdita di conoscenza e modificazioni del tono posturale.
Avvengono circa nel 5% della popolazione, con la stessa incidenza nei maschi e nelle femmine. Sono più frequenti tra i 6 ed i 18 mesi di età e di norma cessano prima del compimento dei sei anni; nel 25% dei casi si riscontra familiarità. Possono talvolta essere confusi con attacchi epilettici.

## Classificazione
Ci sono quattro tipi di spasmi affettivi.
1. Quelli del tipo più comune sono detti spasmi affettivi semplici: consistono nel trattenere il respiro prima della fase di espirazione; l'evento che causa l'attacco è di solito una frustrazione o un dolore. Non ci sono grandi alterazioni nella circolazione sanguigna e nell'ossigenazione, e la ripresa è spontanea.
2. Quelli del secondo tipo sono gli spasmi affettivi cianotici. Sono solitamente indotti da rabbia o frustrazione, sebbene anche in questo caso la causa possa essere un'esperienza dolorosa. Il bimbo piange ed ha un'espirazione forzata, spesso causando cianosi (la pelle assume un colore bluastro), calo del tono muscolare e perdita di conoscenza. La maggior parte dei bambini rinviene nel giro di un minuto o due, ma alcuni si addormentano per un periodo di circa un'ora. Fisiologicamente sono spesso accompagnati da ipocapnia (bassi livelli di anidride carbonica) e solitamente ipossia (bassi livelli di ossigeno). Si pensa che questo sia dovuto ad una varietà di motivi, incluso il fatto che il bimbo non respira, un incremento della pressione intra-toracica dovuta alla manovra di Valsalva ed una diminuzione dell'attività cardiaca. Ciò porta ad un importante decremento della circolazione cerebrale e alla fine alla perdita dei sensi. Non c'è una fase "post-ictale" (come invece accade dopo le crisi convulsive), nessuna incontinenza, ed il bambino sta bene fra una crisi e l'altra. Gli elettroencefalogrammi sono normali e non c'è connessione con eventuali successivi attacchi convulsivi o lesioni cerebrali.
3. Nel terzo tipo, gli spasmi affettivi pallidi, lo stimolo più comune è un dolore improvviso: il bambino diviene pallido (in contrapposizione al colore blu degli spasmi cianotici) e perde conoscenza con un pianto scarso o del tutto assente. La causa probabile è una stimolazione vagale; il tracciato dell'elettroencefalogramma è anche in questo caso normale e pure in questo tipo di spasmi non c'è fase post-ictale né incontinenza. Solitamente il bimbo riacquista conoscenza nel giro di un minuto circa. Bambini con questo tipo di attacchi potrebbero sviluppare predisposizione a sincopi in età adulta, specialmente nel caso di femmine.
4. Gli spasmi del quarto tipo, noti come spasmi affettivi complicati, possono semplicemente essere una forma più grave dei tipi più comuni. In questo caso gli attacchi solitamente iniziano come spasmi cianotici o pallidi, con associate manifestazioni simili a quelle convulsive. Un elettroencefalogramma rilevato quando il bambino non sta avendo una crisi è solitamente normale.

## Cura
L'approccio più importante consiste nel rassicurare i familiari, poiché assistere ad un attacco di spasmi affettivi è un'esperienza impressionante. Non c'è alcun trattamento disponibile, ma per fortuna con l'età il bambino supera le crisi.
Alcuni studi hanno dimostrato l'efficacia della terapia marziale: sebbene gli spasmi affettivi possano avvenire in assenza di anemia, è stato notato infatti che la mancanza di ferro ne intensifica i sintomi.
Altri test suggeriscono una certa efficacia dell'uso del medicinale da banco Piracetam; uno studio del 1998 indica che un trattamento di due mesi a base di Piracetam riduce l'incidenza degli spasmi del 60%, circa il doppio rispetto ad un placebo. Tutte queste sperimentazioni concordano però con l'opinione medica corrente per la quale una cura farmacologica non è necessaria, sebbene potrebbe essere desiderabile per la tranquillità dei genitori e del figlio.
Due articoli sugli spasmi affettivi suggeriscono decisamente un esame con l'elettrocardiogramma per escludere la rara possibilità che gli episodi siano in effetti sintomo della sindrome del QT lungo: una forma grave ma curabile di aritmia cardiaca.